# Ивовая улица (Москва)
И́вовая у́лица  — улица на севере Москвы в районе Свиблово Северо-Восточного административного округа. Находится между Игарским проездом и Кольской улицей. Название Ивовая присвоено в 1964 году по предложению жителей района. До 1964 года — улица Мира бывшего города Бабушкин.

## Расположение
Ивовая улица проходит с запада на восток, начинаясь от Игарского проезда. Пересекает улицу Просвещения и заканчивается на Кольской улице.

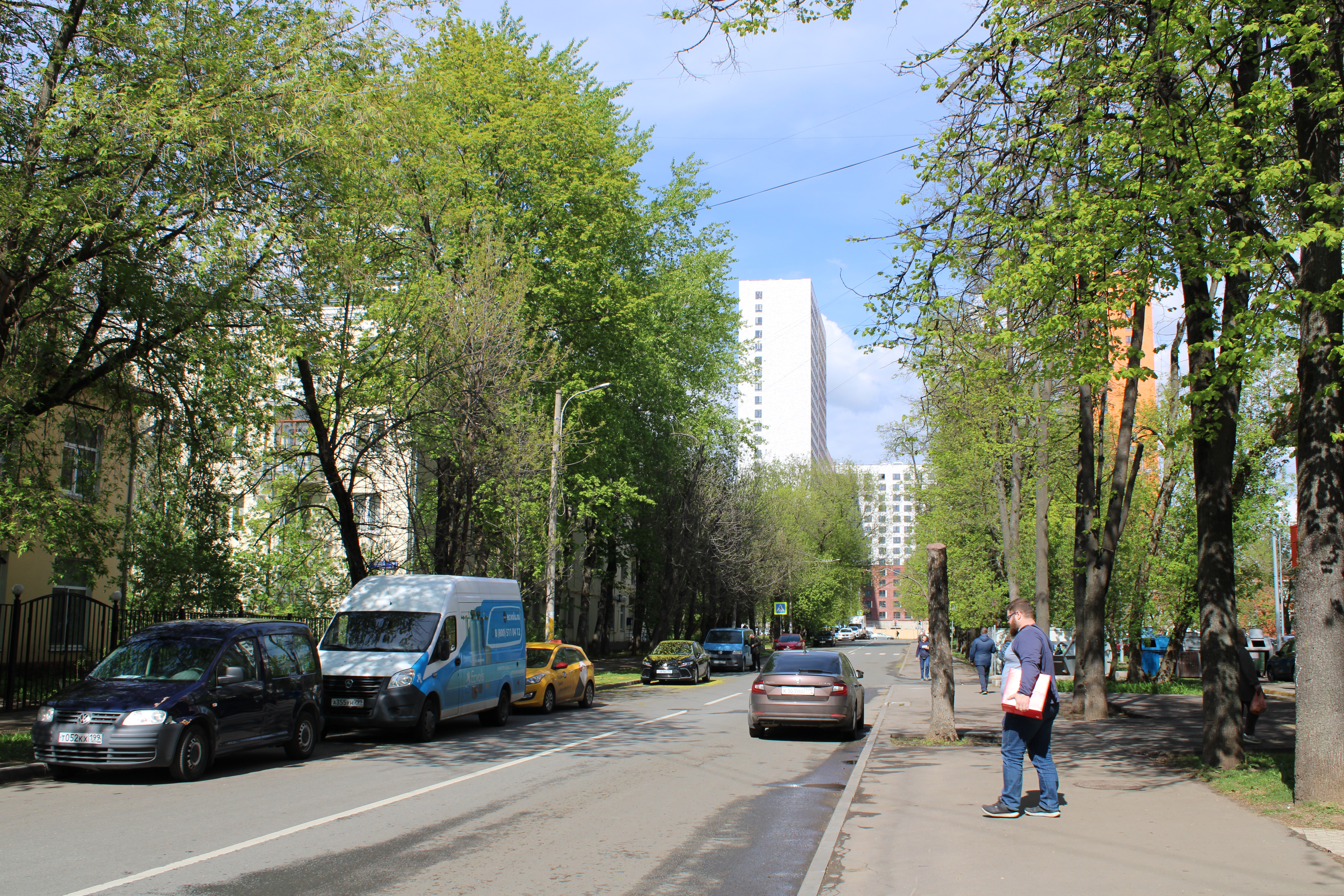
Вид на север, в сторону Кольской улицы

## Учреждения и организации
- 2/8 — ОАО «Научно-исследовательский институт транспортного строительства» (ЦНИИС). Подразделения: Филиал ОАО ЦНИИС «Научно-исследовательский центр „Тоннели и метрополитены“»; Научно-исследовательский центр «Здания»; Отделение электрификации железных дорог, СЦБ и связи; Центральная лаборатория инженерной теплофизики; Центральная лаборатория земляного полотна и верхнего строения пути.

Также: Проектный институт «Тестсинтез»; Научно-производственное общество «Кронид»;
- 2/8, строение 1 — издательство «Инновационные технологии»; интернет-газета «Евразия Вести»;
- 3 — Детская больница № 21; Окружной детский консультативно-диагностический центр СВАО;
- 7 — Отделение связи № 329-И-129329;
- 1 к. 1 — Агат РТ.

## Транспорт
По всём протяжении Ивовой улицы проходит автобусный маршрут №183 «Платформа Лось — Институт пути» (только в сторону Института Пути)